# Johan Sjöberg (musiker)
Johan Sjöberg, även känd som Stonesilk, född 1971 i Solna församling, är en svensk musiker, producent och låtskrivare.
Sjöberg är sångare i bandet RoofDown samt sångare och gitarrist i Stonesilk. Han är tidigare medlem i bandet Token och grundare av Swesoundstudios. Förutom sina egna rockband har han också skrivit musik i andra genrer till bland andra Sanna Nielsen, Nina Söderquist och Thorleifs. Han har även skrivit musik internationellt till Japanska TV-musikalen Playzone, samt medverkar som skådespelare i bland annat filmerna Star Wars: Threads of destiny, Vilsen, Black Ghosts, Alien Godess och Vikingasystrar.

## Diskografi
- Album: Tomorrowland, Token, MTM 2002, Germany
- Album: Punch, Token, MTM 2004, Germany
- Album: Yours To Blame, Skiller, UnP 2004, Sweden
- Album: Våra bästa år, Thorleifs, WEA 2007, Sweden
- Album: You're not alone, Stonesilk, Intravex 2008, sweden
- Album: Stronger, Sanna Nielsen, Lionheart 2008, Sweden
- Album: Sweet kissin in the moonlight, Thorleifs, WEA 2009, Sweden
- Album: Oggi, Oggi, Intravex 2009, Sweden
- Single: Stop Closing Your eyes, Stonesilk, Intravex 2009, Sweden
- Album: Distant Encounters, Optimystical, Avenue Of Allies, 2010, Sweden
- Album: Ung revolution, Next Generation, LUVA 2010, Sweden
- Single: Running From My Self, Stonesilk, Intravex 2010, Sweden
- Single: Falling Down, Stonesilk, Intravex 2011, Sweden
- Single: The Bitch Can Bite, Snakebitch, Fireburn 2011, Sweden
- Album: PLAYZONE '11 SONG & DANC'N. Original Soundtrack, Avex 2011, Japan
- Album: Farväl tristesse, David Josephsson, Plugged 2011, Sweden
- Single: Like The Way He Is, Roof Down, Sweden Studios 2013, Sweden
- Album: Commercial, Roof Down, Sweden Studios 2013, Sweden
- Album: Something Unexpected, Ida Jyrell, Sound Emotions 2013, Sweden
- Single: Rocket Ride, Roof Down, Sweden Studios 2014, Sweden
- Single: Vilsen och rädd, Nina Söderqvist, Somco records 2016, Sweden
- EP: Gunge Pro Bono, Roof Down, RD Music 2017, Sweden
- Album: Lost, Roof Down, Sliptrick records 2019, Sweden
- Single: Ghost, Stonesilk, Intravex/Sweden Studios 2020, Sweden